# مریم منصف
مریم منصف (زادهٔ ۷ نوامبر ۱۹۸۴ در مشهد) سیاستمدار کانادایی افغان‌تبار است. او به عنوان یکی از اعضای لیبرال مجلس عوام کانادا نماینده پیتربورو کاورتا در سال ۲۰۱۵ انتخاب شد. وی در بیست و نهمین دولت کانادا بعنوان وزیر زنان و برابری جنسیتی در ۲۰ نوامبر ۲۰۱۹ سوگند یاد کرد. تا ۲۰ نوامبر ۲۰۱۹ وزیر توسعه بین‌الملل و تا ۱۰ ژانویه ۲۰۱۷ وزیر نهادهای دموکراتیک و رئیس شورای خبرگان ملکه برای کانادا بود.
وی جوان‌ترین عضو کابینهٔ جاستین ترودو بود که در ۳۰ سالگی به وزارت رسید. و نخستین افغانستانی‌تبار در کانادا است که به وزارت دست می‌یابد همچنین نخستین زنی است که به نمایندگی از پیتربورو از توابع تورنتو از ایالت انتاریو به مجلس این کشور راه یافت.
وی عضو حزب لیبرال کانادا است و سال‌ها در این کشور مشغول فعالیت سیاسی و اجتماعی بوده‌است.
یکی از مسئولیت‌های او در مقام وزیر نهادهای دموکراتیک، بازنگری در نظام انتخاباتی کانادا و تبدیل آن به نمایندگی تناسبی است. وی در نتیجه انتخابات ۲۰۲۱ خود از کار خارج شد.

## زندگی‌نامه
منصف در بیمارستان امام رضا در مشهد از پدر و مادری هزاره افغان زاده شد که در طول جنگ اتحاد جماهیر شوروی و افغانستان از زادگاه شان فرار کرده بودند. آنها مدتی (۱۹۸۷–۱۹۸۸ و ۱۹۹۳–۱۹۹۶) همراه خانواده در هرات، افغانستان زندگی می‌کردند. از آنجا که ایران و افغانستان (پیش از سال ۲۰۰۰) از قانون شهروندی تباری در قوانین مربوط به ملیت خود پیروی می‌کردند منصف به عنوان شهروند افغانستان زاده شد. پدر منصف هنگام مسافرت در سال ۱۹۸۸ در مرز ایران و افغانستان کشته شد. اگرچه مشخص نیست که وی توسط راهزنان یا سربازان شوروی کشته شد. عموی او، سال‌ها پیش، در حالی که گفته می‌شد در فعالیت سیاسی ضد کمونیستی دست داشته‌است همراه چندین هم اتاقی‌اش از دانشگاه کابل ناپدید شد. این خانواده با چشم‌انداز اقتصادی و اجتماعی پایین برای مهاجران افغان در ایران دست و پنجه نرم می‌کرد. آنها بر پایه قوانین ایران پیش از سال ۱۹۹۲ از نظر قانونی «مهاجران اجباری» بشمار می‌رفتند.
در سال ۱۹۹۶ وقتی برای بار دوم خانواده منصف به هرات برگشتند مادرش تصمیم گرفت خانواده را به کانادا منتقل کند و نتیجه این تصمیم سفر به ایران، پاکستان، اردن و بالاخره کانادا بود.
پس از ورود به کانادا خانواده منصف در پیتبورو که عموی دیگر منصف قبلاً در آنجا زندگی می‌کرد اقامت گزیدند. آنها به حمایت چندین سازمان خیریه از جمله YMCA و خیریه ارتش نجات متکی بودند. منصف به جمع‌آوری پول برای فعالیت‌های بشردوستانه در افغانستان ادامه داد.
در سال ۲۰۰۳ منصف وارد دانشگاه ترنت شد و در سال ۲۰۱۰ با مدرک کارشناسی علوم زیست‌شناسی و روان‌شناسی از این دانشگاه فارغ‌التحصیل شد. پس از فارغ‌التحصیلی از سال ۲۰۱۱ تا ۲۰۱۴ در چندین سمت بخش دولتی در منطقه پیتبورو کار کرد.
در سال ۲۰۱۹، منصف نامزدی خود را با عضو سابق لیبرال پارلمان «مت دکورسی» اعلام کرد.

## کار سیاسی
در سال ۲۰۱۴ به منصف در افغانستان پیشنهاد کار داده شد. اما به دلیل امنیت نتوانست وارد کشور شود. او سپس به ایران رفت تا در تلاش برای کمک‌رسانی به پناهجویان افغان کار کند، که او را ترغیب به تمرکز بر روی کارهای سیاسی کرد. مریم منصف به کانادا بازگشت و در سال ۲۰۱۴ برای رسیدن به عنوان شهردار پیتبورو نامزد شد. بعداً در همان سال، وی به عنوان نماینده حزب لیبرال در انتخابات آینده فدرال انتخاب و در ۱۹ اکتبر ۲۰۱۵ با کسب ۴۳٫۸٪ آرا پیروز شد.
منصف در ۴ نوامبر ۲۰۱۵ به عنوان وزیر نهادهای دموکراتیک در کابینه جاستین ترودو منصوب شد. از او به عنوان وزیر دوم یا چهارم جوانترین وزیری که در کابینه منصوب شده‌است نام برده می‌شود. بر پایه گزارش هیل تایمز، منصف به عنوان رئیس حریم ملکه انتخاب شد در شورای کانادا انتخاب شد اگرچه در آن زمان مشخص نبود که آیا او به آن دفتر سوگند یاد کرده‌است. این موقعیت را «عمدتاً تشریفاتی» توصیف کرده‌است.

## انتقاد و جنجالها

### اداره نمونه کارها
در تاریخ ۱۰ مه ۲۰۱۶، در ۴ نوامبر در مجلس عوام از برنامه‌های دولت برای تشکیل کمیته ویژه اصلاحات انتخابات، که قرار بود ده عضو - شش عضو از حزب لیبرال، سه عضو حزب محافظه کار و یک عضو از حزب دموکرات جدید داشته باشد، مطلع شد. این طرح فوراً باعث جنجال شد، زیرا دولت اکثریت کرسی‌های کمیته را در اختیار داشت و بنابراین می‌توانست بدون حمایت هیچ حزب دیگری تغییراتی را در سیستم انتخاباتی پیشنهاد دهد. همچنین، حزب سبز و بلوک کبکوا به عدم رأی دادن در کمیته اعتراض داشتند اگرچه از آنها برای شرکت در جلسات دعوت شده بود.
در تاریخ ۲ ژوئن ۲۰۱۶، دولت لیبرال روند خود را معکوس کرد، و ترودو و اگرچه از آنها برای شرکت در جلسات دعوت شده بود. توصیه کردند که از حرکت ناتان کالن برای تشکیل کمیته، که در عوض دوازده عضو دارد - پنج لیبرال، سه محافظه کار، دو حزب دموکرات جدید و یک عضو از بلوک کبکوا و حزب سبز شامل باشند.
پس از انتشار گزارش نهایی کمیته اصلاحات انتخابات، منصف با انتقاد از اعضای کمیته اظهار داشت: «در مورد سؤال اصلی در مورد انتخاب‌های سختی که از کمیته خواسته بودیم انجام دهیم، اعضای کمیته تصویب کردند» و ما از کمیته خواستیم که به ما در پاسخ به سوالات بسیار دشوار کمک کند اما این کار را انجام ندادند. این اظهارات برای اعضای کمیته نادرست و توهین آمیز تلقی می‌شد.
در اواخر سال ۲۰۱۶ دولت با آزمایشگاه‌های Vox Pox برای ایجاد نظرسنجی آنلاین برای کانادایی‌ها در مورد اصلاحات انتخاباتی در وب سایتی به نام mydemocracy.ca انجام داد. این نظرسنجی توسط خبرنگاران به دلیل به دلیل غیر علمی و گمراه کننده محکوم اجازه ورود نامحدود از یک شخص و عدم طرح س وال مستقیم در مورد سیستم‌های انتخاباتی شد. همچنین ناظران سیاسی و طرفداران اصلاحات انتخاباتی به‌طور گسترده مورد تمسخر قرار گرفتند. نماینده محافظه کار اسکات رید و رهبر حزب سبز الیزابت می هر دو ادعا کردند که نظرسنجی بیشتر شبیه یک نظرسنجی آنلاین برای دوست‌یابی است.
در اوایل سال ۲۰۱۷ کارینا گولد به‌جای منصف به عنوان وزیر نهادهای دموکراتیک جایگزین شد و وعده مبارزات انتخاباتی لیبرال برای جایگزینی اولین سیستم انتخاباتی پس از پست بعدی بیشتر دنبال نشد.

### محل تولد
وی ادعا کرده بود متولد افغانستان است، در حالی که در ایران به دنیا آمده‌است. این موضوع در سپتامبر ۲۰۱۶ فاش شد، و برخی مفسران اظهار داشتند که این می‌تواند منجر به لغو تابعیت کانادایی او شود و امکان اخراج او هست. دولت ترودو قبلاً تابعیت افرادی را که با دروغ شهروند شده‌اند - از جمله افرادی که از کودکی به کانادا آمده‌اند اما والدین آنها ادعاهای نادرستی در مورد فرم‌های مهاجرت خود داشته‌اند را لغو کرده‌است. در یک مصاحبه در آن زمان، نماینده سابق مجلس دل ماسترو گفت که کارگران سیاسی در مبارزات انتخاباتی شهرداری ۲۰۱۴ و فدرال ۲۰۱۵ می‌دانستند که وی در افغانستان متولد نشده‌است، اما تصمیم گرفتند که اجازه دهند وی در انتظار به روزرسانی اطلاعات خود بماند.

### سفرهای منصف به ایران
در اکتبر ۲۰۱۶، دفتر وی فاش کرد که وی برای زیارت حرم امام رضا در مشهد در سال‌های ۲۰۱۰، ۲۰۱۳ و ۲۰۱۴ با ویزای زیارتی بر گذرنامه افغانستان به ایران سفر کرده‌است. از آنجا که این نوع ویزا تک ورودی و بدون اجازه کار است گذرهای مکرر وی بین ایران و افغانستان و همکاریش با مؤسسه خیریه مستقر در ایران باعث حسایست‌هایی از طرف مقامات ایرانی شد.
در مصاحبه ای در سال ۲۰۱۴ در پیتربورو، منصف اذعان کرد که قصد داشته این سفرها مخفی بماند.

### واقعه میکروفن
در نوامبر ۲۰۲۰، در کنفرانس مجازی زوم به‌طور تصادفی میکروفن خود را هنگام رأی دادن در مجلس عوام روشن گذاشت. در نتیجه دوربین نشان داد که می‌پرسد " اگر در مورد حقوقم سؤال کنند بگویم چقدر می‌گیرم؟ ۲۵۰ تا؟" به عنوان وزیر کابینه، حقوق سالانه وی در آن زمان ۲۶۹٬۸۰۰ دلار بود.
وی مورد انتقاد قرار گرفت چون حقوق خود را نمی‌دانست و با یک خطای ۲۰٬۰۰۰ دلاری، راجع به آن حرف می‌زد. به‌دلایل نامعلوم بعداً دفتر او ادعا کرد "به دلیل خطای فنی یک مکالمه خصوصی پخش شد. "

### برادر خواندن طالبان
پس از خروج نیروهای آمریکایی از افغانستان مریم منصف در ۲۵ اوت ۲۰۲۱ در صحبتی در مورد تخلیه افراد مربوط به کانادا از کابل گفت: «من می‌خواهم از این فرصت برای صحبت با برادران‌مان طالبان استفاده کنم» و افزود: دولت کانادا از این گروه می‌خواهد که اطمینان دهند که هر کسی که بخواهد از افغانستان خارج شود می‌تواند با خیال راحت این کار را انجام دهد توافق صلح را پاس بدارند و صداهای گروه‌های اقلیت را به شکلی معنی‌دار بشنود. (طالبان در فهرست تروریستی دولت کانادا است). که باعث انتقاد در رسانه‌ها شد. عده‌ای این را باعث شکست او در انتخابات فدرال کانادا (۲۰۲۱) می‌دانند.

## سابقه انتخابات

### شهرداری
| + ۲۰۱۴ انتخابات شهرداری پیتربرو - شهردار پیتربورو | - | نامزد | رای | ٪ آرا | - | داریل بنت | ۱۱٬۲۱۰ | ۴۱٫۴ | - | مریم منصف | ۹٬۸۷۹ | ۳۶٫۵ | - | آلن ویلسون | ۴٬۰۵۲ | ۱۴٫۹ | - | پتی اس. پیترز | ۱٬۵۶۴ | ۵٫۸ | - | جورج "تری" لی بانک | ۲۰۲ | ۰٫۷ | - | تام یانگ | ۱۸۳ | ۰٫۷ | - | "" "کل" " | "۲۷"، ۰۹۰ "" | "۱۰۰٫۰" " |